# Anthophorula gutierreziae
Anthophorula gutierreziae är en biart som först beskrevs av Timberlake 1947.  Anthophorula gutierreziae ingår i släktet Anthophorula och familjen långtungebin. Inga underarter finns listade i Catalogue of Life.